# 科学の王子と魔法の姫
『科学の王子と魔法の姫』（かがくのおうじとまほうのひめ）は鈴木玖による日本の漫画作品。漫画雑誌『電撃G's Festival! COMIC』（KADOKAWA アスキー・メディアワークス）Vol.7（2009年7月25日発売）からVol.34（2014年2月26日発売）にかけて連載。『電撃G's magazine』にも番外編が掲載された。

## あらすじ
ある処に、科学の国と魔法の国があった。
魔法の国の姫は、呪文の要らない魔法（＝科学）を手に入れるために、科学の国の王子を攫い、自らの城の牢に幽閉する。
互いの常識が通じない王子と姫は、科学と魔法を互いに披露しながら、お互いのことを知っていくのだった。

## 概要

### ストーリー
基本的に、王子が監禁されている牢が舞台となる。牢は四方が壁に囲まれ、天井はないが、魔法で通り抜けられないようになっている。
姫の問いに王子が科学的な応答をし、それに対して姫が恋愛的な反応をする、というのがパターン。
各話は王子の「まだまだ帰れそうにないな……」というつぶやきで締めくくる。

### 世界観
ハイファンタジーであるが、判明している国家のうち、科学の国は主となる生物である人間の外観以外は、現実世界と変わらない。
科学の国の人間は、額に角が生えている。技術力は、原子や分子の仕組みを解き明かし、電気が行き届き、携帯電話やパソコンが普及しているほど。中学校や高等学校が存在する。科学の国の人間にとって、魔法の国は架空の存在だと認知されているようである。
魔法の国は、科学の国の存在を知っているが、先に発達した魔法技術によって無益な争いが生じるのを避けるため、そして魔法の流出を防ぐために完全な鎖国政策を取っている。そのため、他国の技術に関しては無知に等しい。住人は獣のような耳と尻尾を有する。

### 掲載形式
Vol.15までの掲載時は、毎号2話掲載の体裁を取っていた（合計して20ページ前後）。同じ号の話は前後編のように繋がっていることもあれば、全く異なるエピソードである場合もある。
Vol.16以降は毎号1話掲載となっている。

## 登場人物
王子
額から一本の角を生やした、黒髪黒目の青年。
科学の国の王子であり、その技術の秘密を得ようとする姫に攫われ、魔法の国に幽閉されている。本人いわく文系であり、王子ではあるが科学技術の仕組みについては無知に等しい素人。
一人称は「私（わたし）」。感情を表に出すことはほとんどなく、無表情で通しているが、姫に対して何らかの感情を抱いているようである。
姫
猫のような耳と尻尾が特徴の、小柄な少女。
魔法の国の姫であり、王子を攫った張本人。曰く、魔法の国で最強の魔法使いであるが、医療魔法は不得意。
一人称は「妾（わらわ）」。他国の王子を拉致監禁している割には純粋無垢な性格をしており、王子の披露する科学の実験に素直に感動する。一方でプライドも高く、科学に関すること以外では王子の上位に立とうとする。
どら猫
高い知能を有する生物「ドラドラ」のうち、特に賢いとされる猫族。ふだんは小さな2本の角と翼を持つぬいぐるみのようだが、巨大な姿に変身できる。また、腕だけを長く伸ばすこともできる。人語を解するが、発声はできないので筆談で意思を伝える。
それまで姫の一番のお気に入りだったため、彼女の寵愛を奪った王子を眼の仇にしていた。しかし両者とも姫のことが好きなのは共通していたので、そのうち意気投合して和解した。
弱点は水で、濡れると力を発揮できなくなる。
ナノ
古びた缶から出現した小さな猫耳少女。「なのじゃ」としかしゃべれないため、王子によって「ナノ」と名づけられた。
150年前、魔法の国の禁を破って国外に出、科学の国の男性兵士と交流を持った女性が残した分身魔法による使い魔である。
姫が降らせた白い花びらを、主人と兵士の思い出の光景である雪に重ねながら、魔力切れによって元の人形に戻った。

## 書誌情報
- 鈴木玖『科学の王子と魔法の姫』KADOKAWA アスキー・メディアワークス〈電撃コミックス〉、全3巻
  1. 2010年10月27日初版発行 ISBN 978-4-04-870110-5
  2. 2012年5月26日初版発行 ISBN 978-4-04-886642-2
  3. 2014年3月27日初版発行 ISBN 978-4-04-891667-7